# Portlaw
Portlaw (en irlandais Port Cladach) est une ville du comté de Waterford, en république d'Irlande, située à une quinzaine de kilomètres à l'ouest de Waterford le long de la rivière Clodiagh. Le nom de Portlaw pourrait provenir du saxon "lagh" (colline) ou se référer à l'irlandais "claddagh" (berge sableuse). 

## Histoire et patrimoine industriel
Le développement de Portlaw a largement reposé sur son activité industrielle. 
Une filature de coton (cotton mill) a été ouverte en 1825 par David Malcomson. Le bâtiment de la filature représente à lui seul un achèvement remarquable pour l'époque : sa structure complexe repose sur un système de canaux, alimentés par un barrage sur la rivière, et inclut des halls de tissage et de fonderie. Il est unique en Irlande. 
Mais plus particulier encore est le "village-modèle" créé par la famille Malcomson pour héberger les travailleurs de la filature. C'est un exemple de philanthropie industrielle, mais aussi une expérience sociale et de planification urbaine. Il s'inspire des villages modèles britanniques.

## Village-modèle
Pour garder la main-d'œuvre don dont avait besoin l'usine, la famille Malcomson a créé un village-modèle. Cette expérimentation sociale et urbaine laissait une large place à l'intervention de l'employeur, qui prenait en charge une grande part des besoins et des équipements de la communauté de travailleurs.
Bien que Portlaw ne soit pas le premier village-modèle d'Irlande (d'autres villages "utopiques" ou religieux avaient déjà été construits au XVIIIe siècle), il est le plus grand et le plus sophistiqué du pays. Il équivaut en termes d'achèvement les villages-modèles les plus renommés d'Angleterre, d'Écosse ou des États-Unis. On dit que Portlaw a servi de source d'inspiration pour le village de Bournville construit par les frères Cadbury près de Birmingham et qui est considéré comme un des exemples les plus aboutis de village-modèle.
Quelques-unes des caractéristiques de Portlaw sont :
- un plan baroque, avec des rues rayonnantes autour d'une place centrale. Ce type de plan urbain est rare en Irlande.
- la finition des toits avec un Portlaw roof, caractéristique de la région
- un ensemble de grandes maisons, construites par les membres de la famille Malcomson à la périphérie de la ville. Beaucoup d'entre elles sont l'œuvre de l'architecte JS Mulvany, un des architectes irlandais les plus importants du milieu du XIXe siècle.

## Aujourd'hui
La rue principale de la ville abrite des boulangers, bouchers, des épiceries, des bars, un Heritage Centre et deux églises, l'une catholique, l'autre protestante. 
L'économie de Portlaw n'est pas aussi dynamique qu'elle le fut. Beaucoup d'habitants travaillent aujourd'hui dans la cité voisine de Waterford plutôt que dans les industries traditionnelles ou l'agriculture. En 1837, la ville abritait plus de 3200 habitants, pour 1600 environ aujourd'hui.
Les habitants de Portlaw forment une communauté unie où catholiques et protestantes cohabitent plutôt pacifiquement. 
L'attraction touristique principale de la ville est la Curraghmore House, un manoir situé en périphérie de la ville, appartenant à Lord Waterford, marquis de Waterford. Il est entouré d'un terrain de plus de 40 hectares et est ouvert toute l'année aux visiteurs.